# بریان کوکار
بریان کوکار (فرانسوی: Bryan Coquard‎؛ زادهٔ ۲۵ آوریل ۱۹۹۲) دوچرخه‌سوار اهل فرانسه است.
از باشگاه‌هایی که در آن رکاب زده‌است می‌توان به تیم دوچرخه‌سواری دیرکت انرژی و تیم دوچرخه‌سواری ویتال کونسپت اشاره کرد.
وی در مسابقات کشوری و بین‌المللی در مجموع برندهٔ ۲ مدال طلا، ۳ مدال نقره شده‌است.